# PINKPANTHERS
PINKPANTHERS（ピンクパンサーズ）は、1990年代に東京、神奈川を拠点に活動していた日本のスラッシュメタル / ハードコア・パンクバンドで ベイエリア・スラッシュメタル, ニューヨークハードコアに影響を受けていた。

## メンバー
HATANAKA
ギター・ボーカル担当。レフトハンド。
TAKESHI
ギター・ボーカル担当。
KURATA
ベース担当。
OSANO
ドラムス担当。

## ディスコグラフィ

### Maxi Single
- A NEW SPECIES (1997年6月21日　スウィートハニー　MFCA-9)
※ 山嵐とのスプリットシングル

1. UNDERSTAND / PINKPANTHERS
2. YOUR MIND / PINKPANTHERS
3. 山嵐 / 山嵐
4. 栄養 / 山嵐

### アルバム
- OUTSIDE IS THE REAL WORLD (1997年8月21日　スウィートハニー　MFCA-11)
  1. NOT MY FAULT
  2. Hesitate
  3. Judgement
  4. Just Another Day
  5. YOUR MIND
  6. To Learn
  7. Don't Care